# Medellín (Messico)
Medellín è uno dei 212 comuni dello stato di Veracruz. Si trova nella zona centrale dello stato, nelle pianure di Sotavento, a sud della città di Veracruz. Il suo capoluogo è Medellín de Bravo, città fondata nel 1525 dal conquistatore spagnolo Hernán Cortés in onore alla sua città natale.
In base al censimento del 2005 realizzato dall'Istituto Nazionale di Statistica e Geografia (INEGI), la popolazione è di 38 840 abitanti. 
Il comune è attraversato da due fiumi: il Jamapa e il Cotaxtla. Il suo clima è caldo-umido con una temperatura media di 25,3 °C. Le precipitazioni annuali medie sono di 1417 mm.